# Quake
Quake – strzelanka pierwszoosobowa stworzona przez id Software i wydana 22 czerwca 1996 roku przez GT Interactive. Jako jedna z pierwszych miała silnik graficzny wyświetlający w pełni trójwymiarowy, teksturowany obraz. Wywodzi się pośrednio z serii Doom, kontynuując jej niektóre rozwiązania. W tej grze po raz pierwszy pojawiła się konsola służąca do konfiguracji i automatyzacji ustawień oraz rozmów z pozostałymi graczami.
W 1997 id Software wydało łatę do QuakeWorld, która zmieniała fizykę świata gry (m.in. dodała większą kontrolę lotu oraz zmieniła sposób obsługi skoków).
Muzyka do gry została skomponowana przez Trenta Reznora z zespołu Nine Inch Nails.

## Rozgrywka
Quake zawiera dwa podstawowe rodzaje rozgrywki: jednoosobowy oraz wieloosobowy.

### Gra jednoosobowa
Gracz wciela się w postać „Rangera” – żołnierza, który podobnie jak wielu jego kompanów został wysłany przez dowództwo w celu zlikwidowania złowrogiej istoty zwanej „Shub-Niggurath” (postać nawiązuje do bóstwa z powieści H.P. Lovecrafta). Niestety wszyscy żołnierze oprócz głównego bohatera zginęli, przez co musi on zniszczyć potwory w pojedynkę.
Przed rozpoczęciem gracz ma do wyboru cztery ścieżki z łatwym, średnim i trudnym poziomem umiejętności, aby osiągnąć poziom umiejętności Nightmare (opisany w instrukcji gry jako „tak zły, że został ukryty, aby ludzie nie wchodzili tam przez przypadek”), gracz musi spaść w wodzie przed wejściem do 4 epizodu na zagiętą belkę, skręcić po belce w bok, i na końcu belki wejść do tajnego przejścia.
Po zakończeniu każdego epizodu gracz wraca do początkowego poziomu, gdzie może wybrać kolejny. Każdy epizod rozpoczyna się bez wcześniej zebranych broni i przedmiotów. Po ukończeniu wszystkich czterech epizodów i zdobyciu czterech magicznych run na początkowym poziomie otwiera się podłoga ukazując wejście do ostatniego poziomu End.

### Gra wieloosobowa
W trybie wieloosobowym gracze znajdują się na wybranej, zamkniętej mapie. Mapa jest zazwyczaj wielkości kilku pomieszczeń, w których rozlokowane są takie przedmioty jak bronie, amunicja, zbroja i apteczki. Gracze walczą między sobą w pojedynkę bądź w zespołach. id Software stworzył specjalną wersję Queka'a do gry wielosoobowej – QuakeWorld. QuakeWorld stał się jedną z najpopularniejszych gier wieloosobowych i na wiele lat wyznaczył trend rozwoju gier typu strzelanek pierwszoosobowych.

## Dodatki
W 1997 roku zostały wydane dwa oficjalne dodatki do gry: Mission Pack 1: Scourge of Armagon oraz Mission Pack 2: Dissolution of Eternity. Oba wprowadzają nowe poziomy, jak również kilka nowych rodzajów broni i przeciwników. Dystrybucją polskiej wersji dodatków zajął się Optimus-bis.